# Ватерполо на Летњим олимпијским играма 2008.
Такмичење у Ватерполу на Олимпијским играма 2008. у мушкој конкуренцији одржало се 25 пут у периоду од 10 до 24. августа и 3 пут за жене у периоду од 11 до 21. августа Утакмице су се играле на базену "Jing Tung Natatorium" у Пекингу.
На турниру је учествовало 12 мушких и 8 женских репрезентација. Оне су биле подељене у две групе по шест екипа, односно по четири код жена. У групама се играло по једноструком лига систему (свако са сваким једну утакмицу). Три првопласиране екипе из сваке групе су се пласирале у наставак такмичења. Најпре су другопласиране и трећепласиране унакрсно одиграле по један меч. Победнице су се пласирале у полуфинале где су против првопласираних из група играле за олимпијске медаље.

## Освајачи медаља и коначни пласман
| Дисциплина        | Злато | Сребро | Бронза | 4   | 5    | 6   | 7   | 8   | 9   | 10  | 11  | 12    |
| ----------------- | ----- | ------ | ------ | --- | ---- | --- | --- | --- | --- | --- | --- | ----- |
| Мушкарци - детаљи | Мађ   | САД    | СРБ    | ЦГ  | ШПА  | ХРВ | ГРЧ | АУС | ИТА | НЕМ | КАН | Кина; |
| Жене - детаљи     | ХОЛ   | САД    | АУС    | МАЂ | Кина | ИТА | РУС | ГРЧ |     |     |     |       |

## Биланс медаља
| Екипа            | Злато | Сребро | Бронза | Укупно |
| Мађарска         | 1     | 0      | 0      | 1      |
| Холандија        | 1     | 0      | 0      | 1      |
| Сједињене Државе | 0     | 2      | 0      | 2      |
| Аустралија       | 0     | 0      | 1      | 1      |
| Србија           | 0     | 0      | 1      | 1      |
| Укупно (5)       | 2     | 2      | 2      | 6      |